# فیروزی (آباده)
فیروزی، روستایی از توابع بخش مرکزی شهرستان آباده در استان فارس ایران است.

## جمعیت
این روستا در دهستان بیدک قرار دارد و بر اساس سرشماری مرکز آمار ایران در سال ۱۳۹۵، جمعیت آن ۲۹۹ نفر (۱۰۲ خانوار) بوده‌است.